# Ernst Reinemer
Enst Kaspar Reinemer (* 17. Oktober 1874 in Bad Kissingen; † 21. Mai 1933 in Frankfurt-Unterliederbach) war ein deutscher Metallarbeiter und Mitglied des Provinziallandtages der Provinz Hessen-Nassau.

## Leben
Ernst Reinemer war als Metallarbeiter in seiner Heimatstadt beschäftigt, fand dort wegen seiner politischen Aktivitäten keine Arbeit mehr und zog in das Rhein-Main-Gebiet, wo er 1918 in Hattersheim am Main Vorsitzender des Arbeiter- und Soldatenrats  wurde.
1920 erhielt er als Mitglied der Unabhängigen Sozialdemokratischen Partei Deutschlands ein Mandat für den Nassauischen Kommunallandtag des preußischen Regierungsbezirks Wiesbaden bzw. für den Provinziallandtag der Provinz Hessen-Nassau, wo er Mitglied des Bauausschusses war. 
Nach den Beschlüssen des USPD-Parteitages im Oktober 1920 in Halle an der Saale zogen sich viele Parteigenossen zurück und wechselten wieder in die SPD. So trat Reinemer zum Jahresende 1920  der SPD bei und wurde in die Hattersheimer Gemeindevertretung gewählt und zum Ersten Beigeordneten ernannt wurde. 